# US Open 2022 - Doppio maschile in carrozzina
Il doppio maschile in carrozzina del torneo di tennis professionistico US Open 2022, facente parte della categoria Grande Slam, si è giocato dal 6 al 10 settembre 2022 allo USTA Billie Jean King National Tennis Center, a New York negli Stati Uniti.
Martín de la Puente e Nicolas Peifer hanno sconfitto in finale i cinque volte campioni in carica Alfie Hewett e Gordon Reid con il punteggio di 4–6, 7–5, [10–6]. È stato il primo titolo Major di de la Puente e l'ottavo titolo di Peifer in doppio.

## Teste di serie
1. Alfie Hewett /  Gordon Reid (finale)

1. Martín de la Puente /  Nicolas Peifer (campioni)

## Tabellone

### Legenda
| - Q = Qualificato - WC = Wild card - LL = Lucky loser | - ALT = Alternate - SE = Special Exempt - PR = Protected Ranking | - w/o = Walkover - r = Ritirato - d = Squalificato |

|  | Quarti di finale | Quarti di finale                       | Quarti di finale                       | Quarti di finale                       | Quarti di finale |  |  | Semifinali | Semifinali                         | Semifinali                   | Semifinali                         | Semifinali |   |      | Finale | Finale                   | Finale | Finale | Finale |  |
|  |                  |                                        |                                        |                                        |                  |  |  |            |                                    |                              |                                    |            |   |      |        |                          |        |        |        |  |
|  | 1                | Alfie Hewett Gordon Reid               | Alfie Hewett Gordon Reid               | Alfie Hewett Gordon Reid               | w/o              |  |  |            |                                    |                              |                                    |            |   |      |        |                          |        |        |        |  |
|  |                  | Daniel Caverzaschi Jason Keatseangsilp | Daniel Caverzaschi Jason Keatseangsilp | Daniel Caverzaschi Jason Keatseangsilp |                  |  |  | 1          | Alfie Hewett Gordon Reid           | Alfie Hewett Gordon Reid     | 6                                  | 6          |   |      |        |                          |        |        |        |  |
|  |                  | Takuya Miki Casey Ratzlaff             | 6                                      | 3                                      | [4]              |  |  |            | Alexander Cataldo Tokito Oda       | Alexander Cataldo Tokito Oda | 3                                  | 3          |   |      |        |                          |        |        |        |  |
|  |                  | Alexander Cataldo Tokito Oda           | 2                                      | 6                                      | [10]             |  |  |            |                                    |                              |                                    |            |   |      | 1      | Alfie Hewett Gordon Reid | 6      | 5      | [6]    |  |
|  |                  | Tom Egberink Joachim Gérard            | Tom Egberink Joachim Gérard            | 7                                      | 6                |  |  |            |                                    | 2                            | Martín de la Puente Nicolas Peifer | 4          | 7 | [10] |        |                          |        |        |        |  |
|  |                  | Gustavo Fernández Shingo Kunieda       | Gustavo Fernández Shingo Kunieda       | 5                                      | 4                |  |  |            | Tom Egberink Joachim Gérard        | 3                            | 6                                  | [6]        |   |      |        |                          |        |        |        |  |
|  |                  | Maikel Scheffers Ruben Spaargaren      | Maikel Scheffers Ruben Spaargaren      | 4                                      | 0                |  |  | 2          | Martín de la Puente Nicolas Peifer | 6                            | 4                                  | [10]       |   |      |        |                          |        |        |        |  |
|  | 2                | Martín de la Puente Nicolas Peifer     | Martín de la Puente Nicolas Peifer     | 6                                      | 6                |  |  |            |                                    |                              |                                    |            |   |      |        |                          |        |        |        |  |